# Robert Maaskant
Robert Maaskant, né le 10 janvier 1969 à Schiedam, est un footballeur néerlandais qui occupait le poste de milieu de terrain. Reconverti entraîneur.
Il est le fils de Bob Maaskant, ancien footballeur néerlandais.

## Biographie

### Voyage à travers les Pays-Bas, sans grand succès
Fils de Gerbrand Maaskant, plus connu sous le nom de Bob Maaskant et entraîneur pendant de nombreuses années du Go Ahead Eagles, Robert commence le football dans ce même club, et devient professionnel en 1989. Après une année passée en deuxième division, Maaskant part au FC Emmen, puis à Motherwell, en Écosse. De retour en Eerste Divisie avec le FC Zwolle, Robert Maaskant ne connaît toujours pas le succès, et finit sa carrière dans un quasi anonymat à l'Excelsior Rotterdam en 1996.

### Apprend le métier d'entraîneur
Décidé à entraîner une équipe professionnelle, Maaskant fait jouer ses anciennes relations pour obtenir un poste d'assistant au Go Ahead Eagles puis au FC Zwolle. En 1999, il est nommé entraîneur principal du RBC Roosendaal, club de deuxième division. Dès sa première saison, le Néerlandais obtient avec son équipe la sixième place, qualificative pour les play-offs, puis sort vainqueur de son groupe de promotion, ce qui lui permet d'accéder à l'Eredivisie, première dans l'histoire du club. Mais devant le manque d'expérience de ses joueurs, Maaskant ne peut qu'assister à la déroute du RBC Roosendaal, qui retourne en Eerste Divisie immédiatement. Cependant, son groupe se relève tout de suite, et termine la saison 2001-2002 à la troisième place, puis réobtient la première dans son groupe de play-offs. Malgré cela, Maaskant choisit de rester en deuxième division, et signe au Go Ahead Eagles. À Deventer, il ne reste que sept mois, avant de changer d'avis et de retourner à Roosendaal. 

### Fait ses armes en première division
De retour dans l'élite, il y finit la saison, et termine à la treizième place. L'année suivante, Maaskant obtient pratiquement les mêmes résultats, et stabilise le RBC dans le milieu du classement. À l'été 2004, il rejoint le Willem II Tilburg, club plus important aux Pays-Bas. Même si les résultats en championnat sont assez moyens, les Tricolores réussissent leur saison grâce à la coupe nationale, et atteignent la finale en battant notamment l'Ajax en demies. Mais face au PSV Eindhoven, Willem II ne fait pas le poids, s'incline quatre à zéro, mais se qualifie tout de même pour la Coupe UEFA à la faveur de la première place du PSV en championnat. L'année suivante, les résultats sont nettement moins bons, Willem stagnant dans la zone de relégation. Le 21 novembre 2005, Maaskant est licencié par ses dirigeants, et remplacé par Kees Zwamborn. Il retrouve quelques mois plus tard un poste à Roosendaal, le 4 janvier 2006,. Dans un contexte difficile, Maaskant ne peut éviter la relégation en deuxième division, et malgré de meilleurs résultats la saison suivante, est congédié par son président. Il signe ensuite un contrat d'un an avec le MVV Maastricht, et y termine l'année. À l'aise en Eerste Divisie, il mène son club vers le haut de tableau, et est débauché en février 2008 par le NAC Breda, qui l'intègre dans le staff technique. À l'été, à la suite du départ de l'entraîneur principal Ernie Brandts, Maaskant retrouve une place centrale dans un club de première division.
À Breda, le Néerlandais obtient de bons résultats, et prend la huitième place lors de la saison 2008-2009. Lors des play-offs, le NAC écarte le Feyenoord Rotterdam et Groningue, et se qualifie pour la Ligue Europa. Éliminé au stade des barrages par Villarreal, Breda se maintient autour de la même place en championnat l'année suivante, mais rate de peu la qualification pour le tour final européen. Mis à mal sur le plan financier, le club connaît quelques problèmes de trésorerie, qui poussent Maaskant à exprimer ses préoccupations dans la presse, concernant notamment l'absence de renforts au mercato. En août, il fait part de ses envies de départ.
Le 21, il s'engage sur deux ans avec le Wisła Cracovie, l'un des clubs les plus titrés du championnat polonais. Même s'il connaît des débuts difficiles, Maaskant parvient à revenir sur le podium, puis prend la première place après la dix-septième journée. Influent sur le marché des transferts, le Néerlandais fait venir sur les bords de la Vistule son compatriote Kew Jaliens, pilier de l'AZ Alkmaar, mais aussi Sergei Pareiko ou Maor Melikson, dans le but de devenir champion. De loin la meilleure équipe sur la deuxième partie de saison, le Wisła est sacré champion de Pologne pour la treizième fois de son histoire. Qualifiés en Ligue des Champions, Maaskant et le Wisła avancent jusqu'aux play-offs, où ils s'inclinent lors des derniers instants du match retour. Le contrecoup est difficile puisque Cracovie subit quelques contre-performances, dont une lors du derby en novembre. Le lendemain, le 7, Maaskant et le club se séparent.

## Palmarès
- Finaliste de la Coupe des Pays-Bas : 2005
- Champion de Pologne : 2011